# Storuman (sø)
65°12′21.874″N 16°55′8.2020″Ø / 65.20607611°N 16.918945000°Ø
 For alternative betydninger, se Storuman. (Se også artikler, som begynder med Storuman)
Storuman er en 173 km² stor sø i landskapet Lappland i Sverige. Umeälven går gennem søen som er 148 meter på det dybeste . Ved den  sydøstlige ende af søen ligger byen Storuman.
Storuman der ligger i 351,5 moh. har et areal på  	170,72 km²  og er 53 km lang og har et volumen på 4,185 km³  og afvander et areal på 8530 km² . Den består af to adskilte dele. Den ca. 30 km lange nordvestlige  del er smal og svingende, og omgives af 400-500 meter høje, bratte fjeldsider. Her er søen op til 112 meter dyb, med en bredde på 500 meter. Den sydøstlige del  er op til 6 km bred, med næsten jævne kystlinjer med lave omgivelser og fremspringende sandodder I den sydlige del af søen ligger også øen Luspholmen.

## Eksterne kilder og henvisninger
1. ↑   Sjön blev 26 meter djupare Svenska Dagbladet 2012-07-02
2. ↑  Sjöareal och sjöhöjd Arkiveret 6. marts 2012 hos  Wayback Machine, Svenskt vattenarkiv (SVAR), Sveriges meteorologiska och hydrologiska institut  (3,32 MB;)
3. ↑  Sjödjup och sjövolym Arkiveret 6. marts 2012 hos  Wayback Machine, Svenskt vattenarkiv (SVAR), Sveriges meteorologiska och hydrologiska institut.
4. ↑   VattenWeb, Sveriges meteorologiska och hydrologiska institut.
5. ↑  Stor-Uman i Nordisk familjebok (2. udgave, 1918)